# Sagene

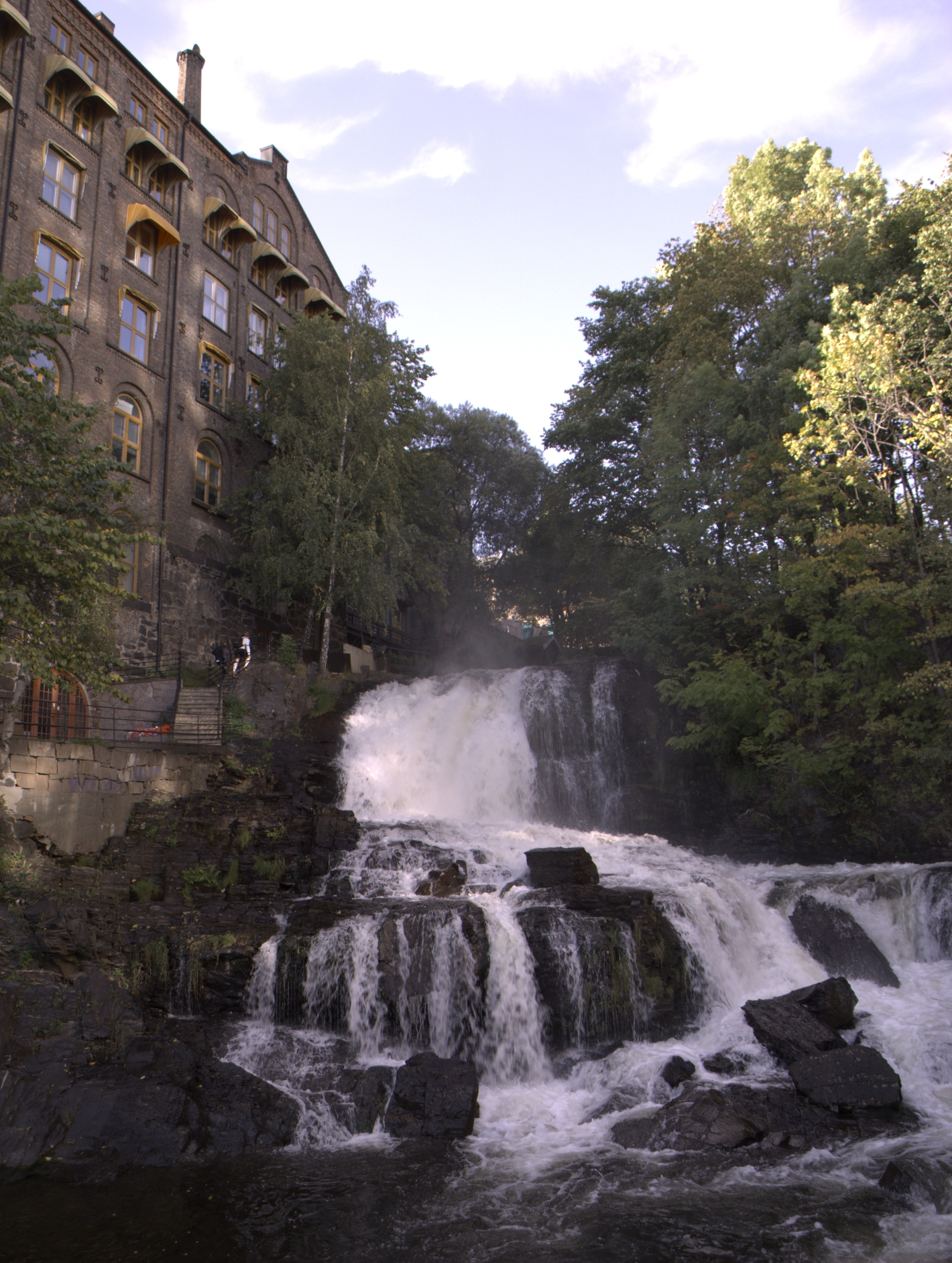
Fors i Akerselva i Sagene.

Sagene är en administrativ stadsdel (bydel) i Oslo kommun, Norge, med 45 089 invånare (2020). Sagene är med sina 3,1 km² den ytmässigt minsta av Oslos stadsdelsområden och består av områdena (strøkene) Bjølsen, Iladalen, Sagene, Sandaker, Torshov och Åsen.
Namnet (på svenska "Sågarna") kommer av att flertal sågverk tidigare legat längs Akerselva.